# Магнитокалорический эффект
Магнитокалорический эффект (МКЭ) — изменение температуры магнитного вещества при изменении внешнего магнитного поля, воздействующего на него в адиабатических условиях. Наиболее ярко МКЭ проявляется при температурах, близких к температуре магнитного фазового перехода.
В настоящее время разрабатываются способы применения МКЭ для достижения низких температур и, даже, т. н. «магнитные» холодильники — устройства, где обратный цикл Ренкина традиционной компрессорной холодильной машины заменён процессом периодического намагничивания-размагничивания магнитного тела, которое выступает своеобразным аналогом хладагента.